# Harbin-Schädel

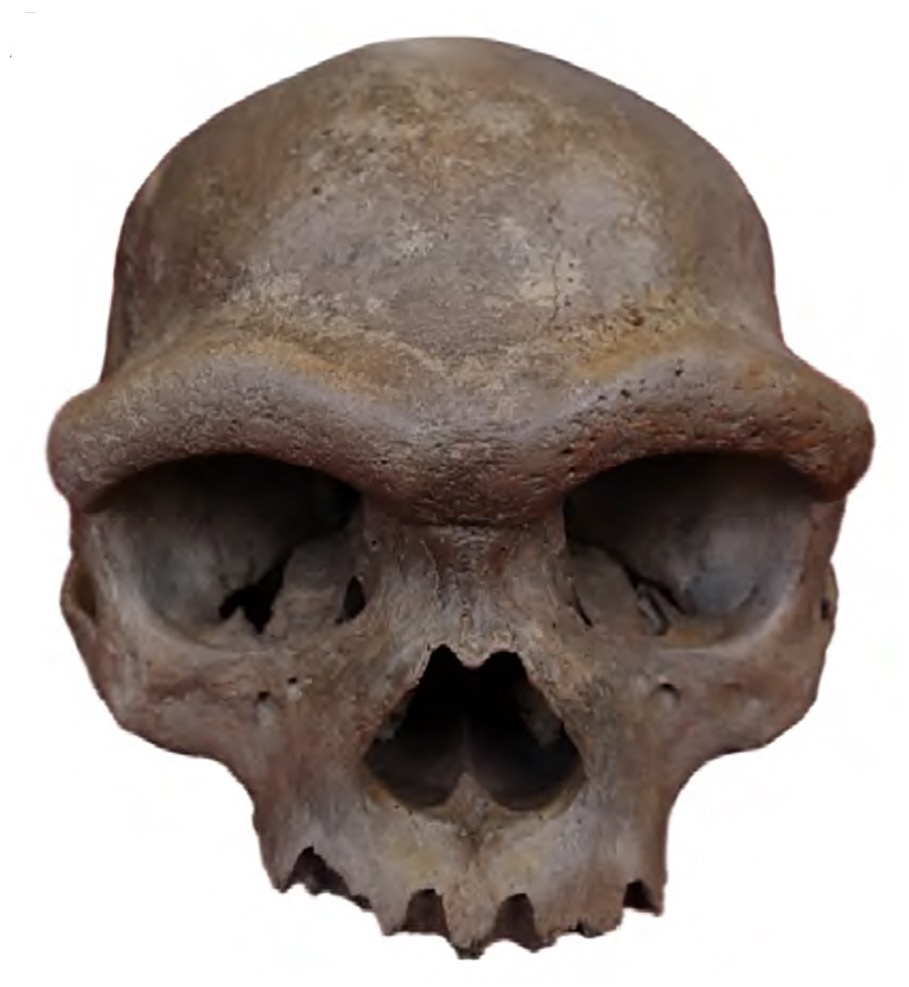
Harbin-Schädel

Harbin-Schädel (Harbin cranium) ist die Bezeichnung für einen fossilen homininen Schädel, der vermutlich bereits im Jahr 1933 in der Nähe von Harbin im Nordosten der Volksrepublik China entdeckt wurde; in englischsprachigen Medien wird das Fossil auch als „Dragon Man“ bezeichnet und – hiervon abgeleitet – in deutschsprachigen Medien als „Drachenmensch“ oder „Drachen-Mann“. 2021 wurde der Schädel von chinesischen Paläoanthropologen – als bislang einziger Beleg – der neu eingeführten Art  Homo longi  zugeschrieben, wobei man glaubte, in diesem Fossil eine Nähe zum anatomisch modernen Menschen (Homo sapiens) zu erkennen. Von anderen Forschern wurde der Fund jedoch bereits 2021 als eher den Denisova-Menschen nahestehend interpretiert, was 2025 in zwei Fachartikeln in Science und Cell anhand von Aminosäuresequenzen und DNA-Material bestätigt wurde.

## Namensgebung
Als der Harbin-Schädel im Juni 2021 erstmals wissenschaftlich beschrieben wurde, schlugen die chinesischen Forscher für ihn den Artnamen Homo longi vor. Dieser Artname setzt sich zusammen aus der Gattungsbezeichnung Homo und dem Epitheton („Artzusatz“) longi, das auf die chinesische Provinz Heilongjiang verweist, in der das Fossil entdeckt wurde. Da dieses long zugleich die Bezeichnung für den chinesischen Drachen ist, wurde dieser Artname in englischsprachigen Medien im Sinne eines Spitznamens zu „Dragon Man“ und in deutschsprachigen Medien zu „Drachenmensch“.

## Entdeckung
Entdeckt wurde der Schädel mutmaßlich bereits 1933 von einem anonym gebliebenen Vertragsarbeiter, der für die damalige japanische Besatzungsmacht im Gebiet des von Japan errichteten Marionettenstaats Mandschukuo am Bau der Dongjiang-Brücke über den Fluss Songhua in der Nähe von Harbin arbeitete. Unbemerkt von den japanischen Aufsehern – so die Überlieferung – entdeckte er eines Tages den Schädel am Flussufer und verbarg ihn vor den Japanern, vermutlich, weil Ende der 1920er-Jahre die Fossilien des Peking-Menschen auch in der chinesischen Öffentlichkeit große Beachtung gefunden hatten und er daher vom großen wissenschaftlichen Wert des Fundes überzeugt war. Der Arbeiter versteckte den Schädel – in China damals nicht ungewöhnlich – in einem aufgegebenen Brunnen. Nach Gründung der Volksrepublik China arbeitete der Mann in der Landwirtschaft und vermied alles, was ihn als ehemaligen Vertragsarbeiter für die japanischen Besatzer verraten hätte. Erst kurz vor seinem Tod berichtete er seinen Enkeln von dem Schädel, der daraufhin im Jahr 2018 aus seinem Versteck geholt und dem Geowissenschaftlichen Museum der Hebei GEO University (河北地质大学 / Héběi Dìzhì Dàxué) zur Verfügung gestellt wurde.

## Datierung
Der genaue Fundort des Schädels ist nicht bekannt, weswegen auch die geologische Schicht, aus der das Fossil entnommen wurde, nicht direkt bekannt ist. Gleichfalls nicht vorhanden sind Tierfossilien oder Artefakte, die zusammen mit dem Schädel geborgen wurden und anhand derer eine zumindest ungefähre Altersbestimmung möglich gewesen wäre. Selbst eine radiometrische Datierung des Schädels wurde durch den großen zeitlichen Abstand zwischen Entdeckung und wissenschaftlicher Bearbeitung erschwert. So ließ sich mit Hilfe der Uran-Thorium-Methode nur ein Mindestalter bestimmen, das den Analysen zufolge 146.000 bis 150.000 Jahre beträgt.
Hilfsweise wurden mittels der Röntgenfluoreszenzanalyse diverse Tierfossilien aus der Region Harbin mit dem Schädel verglichen, mit dem Ergebnis, dass einige dieser Tierfossilien ähnliche Muster für Calcium, Phosphor, Eisen und Mangan aufweisen wie der Schädel. Aus diesen Daten konnte geschlossen werden, dass der Schädel vermutlich aus der gleichen geologischen Schicht wie diese verlässlich dokumentierten Tierfossilien stammt. Des Weiteren wurden Anhaftungen aus der Nase des Schädels nach Metallen der Seltenen Erden gescannt und deren Konzentrationen ebenfalls mit den Konzentrationen von anderen, gesichert datierten Fossilien verglichen. Schließlich wurde mit Hilfe der Strontiumisotopenanalyse auch ein Vergleich von mineralischen Anhaftungen am Schädel und den Ergebnissen mehrerer Bohrungen unweit der Dongjiang-Brücke als Material für die Altersbestimmung herangezogen.
Aus all diesen Indizien wurde rekonstruiert, dass der Schädel aus dem obersten Bereich der Upper Huangshan Formation stammt, der mit Hilfe der optisch stimulierten Lumineszenz ein Alter von 309.000 bis 138.000 Jahren zugeschrieben wird.

## Anatomische Merkmale
Der sehr gut erhaltene, massive Schädel ohne Unterkiefer (Sammlungsnummer HBSM2018-000018[A]), dessen Mindestalter 148.000 ± 2.000 Jahre beträgt, hat ein Innenvolumen von rund 1420 cm³, was sowohl annähernd der Gehirngröße des anatomisch modernen Menschen als auch der Gehirngröße des Neandertalers entspricht. Auch das kurze und flache Gesicht mit kleinen Wangenknochen wurde 2021 als Nähe zu Homo sapiens interpretiert. Die langgezogene und flache Schädeldecke, ausgeprägte Überaugenwülste, die Form der Augenhöhlen und der einzige erhaltene Zahn, ein sehr großer Backenzahn M2, erinnern hingegen an archaische Gruppen der Gattung Homo.
Aufgrund der Beschaffenheit der Knochen wurde vermutet, der Besitzer des Schädels sei ein Mann und zum Todeszeitpunkt ungefähr 50 Jahre alt gewesen. Zugleich wurde aber erwähnt, dass der Zahnschmelz des Backenzahns nur gering abgekaut ist, was für ein deutlich jüngeres Lebensalter spreche. Die erhaltenen Zahnfächer geben Anlass zur Vermutung, dass auch die Frontzähne verhältnismäßig groß waren.
In der Erstbeschreibung der Art Homo longi wurde der Harbin-Schädel mit anderen, mutmaßlich ähnlich alten Schädelfunden aus China verglichen, insbesondere mit den von chinesischen Forschern als Dali-Mensch, Jinniushan-Mensch, Xuchang-Mensch und Maba-Mensch bezeichneten Fossilien sowie mit dem Schädelfund aus der Hualong-Höhle, von denen sich der Harbin-Schädel jedoch deutlich unterscheiden lasse. Man betone daher diese Unterschiede, indem man den Schädel einer eigenen Art zuschreibe, erläuterten die Autoren der Erstbeschreibung. In einem mit „Anmerkungen“ überschriebenen Schlussabschnitt der Erstbeschreibung heißt es, jedoch ohne weitere Angabe von Merkmalen, vorausgesetzt der Harbin-Schädel und der Xiahe-Unterkiefer gehörten zu „Schwestergruppen“, dann sei es möglich, dass beide Fossilien zur gleichen Art (Homo longi) gehören; der Xiahe-Unterkiefer wurde anhand von DNA-Analysen als Überrest eines Denisova-Menschen identifiziert. In einer parallel zur Erstbeschreibung veröffentlichten morphologischen Analyse des Harbin-Schädels wurde dieser hingegen als Schwestergruppe von Homo sapiens ausgewiesen. Zudem wurde der Schädel durchgängig als Harbin-Schädel bezeichnet, der Artname Homo longi wurde nicht erwähnt. Auch ein dritter, die Altersbestimmung des Schädels betreffender Bericht erwähnte den Artnamen nicht.

## 2021: Kontroverse
Die einander widersprechenden Aussagen zu den mutmaßlichen Schwestergruppen und die Spekulation über eine mögliche Zugehörigkeit von Xiahe-Unterkiefer und Harbin-Schädel (von dem kein Unterkiefer existiert, so dass ein Vergleich der beiden Funde unmöglich ist) zur selben Art stießen in Fachkreisen 2021 umgehend auf Kritik. Sollte der Schädel tatsächlich zum Denisova-Menschen gehören, hieß es, dann könne er keine Schwestergruppe des Homo sapiens sein, der nächste Verwandte wäre dann der Neandertaler. Dies könne jedoch nur eine DNA-Analyse klären, die beim Harbin-Schädel seinerzeit noch nicht vorgenommen worden war. Auch die Benennung einer homininen Art anhand eines einzigen Fossils ist heute in Fachkreisen umstritten. Tatsächlich haben sich nur fünf der insgesamt mehr als ein Dutzend an der Untersuchung des Schädels beteiligten Wissenschaftler als Autoren der Erstbeschreibung für die Benennung einer neuen Art entschieden.
Die Studien zum Harbin-Schädel hatten ursprünglich in einer der renommierten Fachzeitschriften – Nature oder Science – erscheinen sollen. Laut Chris Stringer, einer der Co-Autoren, wurden im Peer-Review-Verfahren aber derart umfangreiche Änderungen am zunächst vorgelegten Text eingefordert, dass dieses Vorhaben aufgegeben wurde. Ersatzweise erschienen die Studien in „The Innovation“, einer erst seit Mai 2020 erscheinenden Onlinezeitschrift, die in Kooperation mit der Chinesischen Akademie der Wissenschaften herausgegeben wird. Stringer sah zudem eine so große Ähnlichkeit zwischen dem Harbin-Schädel und dem seit 1978 bekannten Schädel des Dali-Menschen, dass er beide gemeinsam – mit Priorität für den früheren Fund – als Homo daliensis bezeichnen würde. Jean-Jacques Hublin wiederum hatte den Harbin-Schädel bereits im April 2020 in die Nähe der Denisova-Menschen gestellt.
2024 wurde von zwei Paläoanthropologen in der Fachzeitschrift Nature Communications vorgeschlagen, auch die Fossilien des Jinniushan-Menschen und des Dali-Menschen der Art Homo longi zuzuordnen.

## 2025: Protein- und DNA-Analysen
Im Juni 2025 wurde der Harbin-Schädel den Denisova-Menschen zugeschrieben und dieser ostasiatischen Schwestergruppe der Neandertaler erstmals „das dazugehörige Gesicht verliehen“. Grundlage für diese Zuordnung war, dass es gelang, Fragmente von 95 archaischen Proteinen aus den versteinerten Schädelknochen zu isolieren. Eines dieser Proteine war baugleich mit einem Protein aus dem fossilen Fingerknochen Denisova 3, dem Xiahe-Unterkiefer und Penghu 1, nicht aber mit den aus Homo sapiens und Neandertaler bekannten Proteinen. Zwei andere Proteine stützten diesen Befund.
Unabhängig von diesen Protein-Analysen wurde vom einzigen im Oberkiefer erhaltenen Zahn eine kleine Probe von Zahnstein gewonnen und aus dieser Mitochondriale DNA isoliert, die ebenfalls eine Zuordnung des Fossils zu den Denisova-Menschen nahelegte.

## Belege
1. 1 2 3  Xijun Ni et al.: Massive cranium from Harbin in northeastern China establishes a new Middle Pleistocene human lineage. In: The Innovation. Onlineveröffentlichung vom 25. Juni 2021, doi:10.1016/j.xinn.2021.100130.
2. ↑  „Drachenmensch“ könnte nächster Verwandter von Homo sapiens sein. Auf: sueddeutsche.de vom 25. Juni 2021.
3. 1 2  Ein asiatisches Kapitel der Menschheitsgeschichte, verborgen im Zahnstein. Der „Drachen-Mann“ ist eines der bedeutendsten Gesichter der asiatischen Menschheitsgeschichte. Auf:  faz.net vom 20. Juni 2025.
4. 1 2   Qiang Ji et al.: Late Middle Pleistocene Harbin cranium represents a new Homo species. In. The Innovation. Onlineveröffentlichung vom 25. Juni 2021, doi:10.1016/j.xinn.2021.100132.
5. 1 2 3   Stunning ‘Dragon Man’ skull may be an elusive Denisovan – or a new species of human. Auf: sciencemag.org vom 25. Juni 2021.
6. 1 2   Qiaomei Fu et al.: The proteome of the late Middle Pleistocene Harbin individual. In: Science. Online-Veröffentlichung vom 18. Juni 2025, doi:10.1126/science.adu9677.
7. 1 2  Qiaomei Fu et al.: Denisovan mitochondrial DNA from dental calculus of the >146,000-year-old Harbin cranium. In: Cell. Online-Veröffentlichung vom 18. Juni 2025, doi:10.1016/j.cell.2025.05.040.
8. ↑  ‚Dragon Man‘ skull may be new species, shaking up human family tree. Auf: nationalgeographic.com vom 25. Juni 2021.
9. ↑  Supplemental Information – Massive cranium from Harbin in northeastern China establishes a new Middle Pleistocene human lineage. S. 7.
10. 1 2 3  Qingfeng Shao et al.: Geochemical provenancing and direct dating of the Harbin archaic human cranium. In: The Innovation. Onlineveröffentlichung vom 25. Juni 2021, doi:10.1016/j.xinn.2021.100131.
11. ↑  Mysterious skull fossils expand human family tree – but questions remain. Auf: nature.com vom 25. Juni 2021.
12. ↑  ‚Dragon man‘ claimed as new species of ancient human but doubts remain. Auf: newscientist.com vom 25. Juni 2021.
13. ↑  Alles neu im Stammbaum des Menschen? Auf: science.orf.at vom 27. Juni 2021.
14. ↑  Massive human head in Chinese well forces scientists to rethink evolution. Auf: theguardian.com vom 25. Juni 2021.
15. ↑  Jean-Jacques Hublin: Denisovaner – Alles begann mit einem Fingerknöchelchen. Auf: spektrum.de vom 15. April 2020.
16. ↑  Christopher J. Bae und Xiujie Wu: Making sense of eastern Asian Late Quaternary hominin variability. In: Nature Communications. Band 15, Artikel-Nr. 9479, 2024, doi:10.1038/s41467-024-53918-7.